# Hindu asókafa

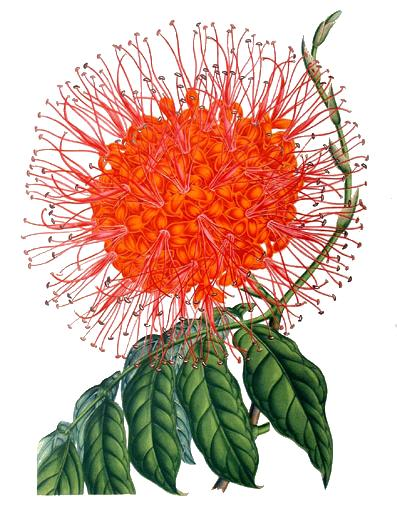
rajz a virágról és levelekről

A hindu asókafa (Saraca indica) a hüvelyesek (Fabales) rendjébe, ezen belül a pillangósvirágúak (Fabaceae) családjába tartozó faj.

## Előfordulása
A hindu asókafa kedvelt díszfa; őshazája India és Délkelet-Ázsia.

## Megjelenése
Levelei szárnyaltak, a virágok túlnyomóan narancsszínűek, a legfiatalabbak nagyrészt sárgák, a legidősebbek mindig sötétebbek, a porzószálak hosszúak. Legfeljebb 24 méter magas, erősen zárt koronájú fa, de többnyire jóval kisebb, olykor csak cserje. A levélgerinc 7-50 centiméter hosszú, 2-7 pár hosszúkás, kihegyezett, többnyire rövid nyelecskéjű, 20 centiméter hosszú és 6 centiméter széles levélkével (a levélkeméret ritkán a 30x10 centimétert elérheti). A legalsó levélkepár kisebb, mint a felsők. A levelek szórt állásúak. A virág hosszú kocsányú, 4 világító színű, legfeljebb 12 milliméter hosszú csészelevéllel és 6-10, mintegy 3,5 centiméter hosszú porzószállal. A magház a szűk cső alakú párta karimájánál helyezkedik el, a bibeszállal együtt körülbelül ugyanolyan hosszú, mint a porzók. A virágok többnyire 6-10 (ritkán 20) centiméter átmérőjű, ernyő alakú vagy csaknem gömbös bugákban fejlődnek. A lapított, 6-25 centiméter hosszú, 2-6 centiméter széles és 1 centiméter vastag, sötétvörös hüvely két kopáccsal nyílik fel, amelyek felcsavarodnak. A hüvely többnyire 4-8, körülbelül 4 centiméteres magot tartalmaz.

## Egyéb
Az asókafa (Saraca azoca) nagyon hasonlít a hindu asókafához; lehetséges, hogy a két faj nem is választható el egymástól. Mindenesetre Buddha állítólag egy ilyen fa alatt született, ezért gyakran ültetik templomok mellé. Az illatos asokavirágok mint áldozati adományok a hinduizmusban is szerepet kapnak. A vörös asókafát (Saraca declinata), melynek virágzatai erősebb ágakon fejlődnek, és a sárga asókafát (Saraca thaipingiensis) esetenként ugyancsak ültetik.

## Képek

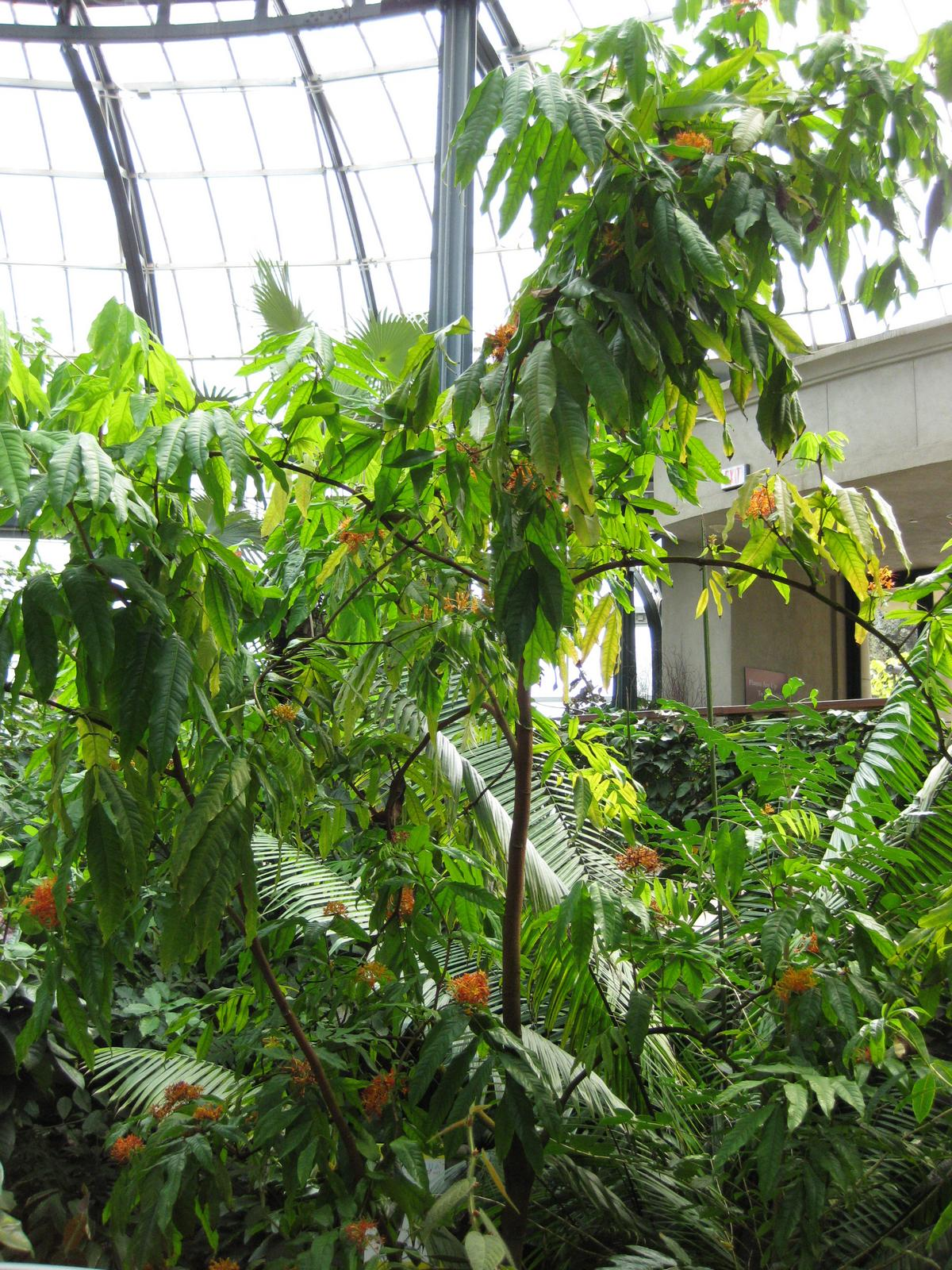
a növény
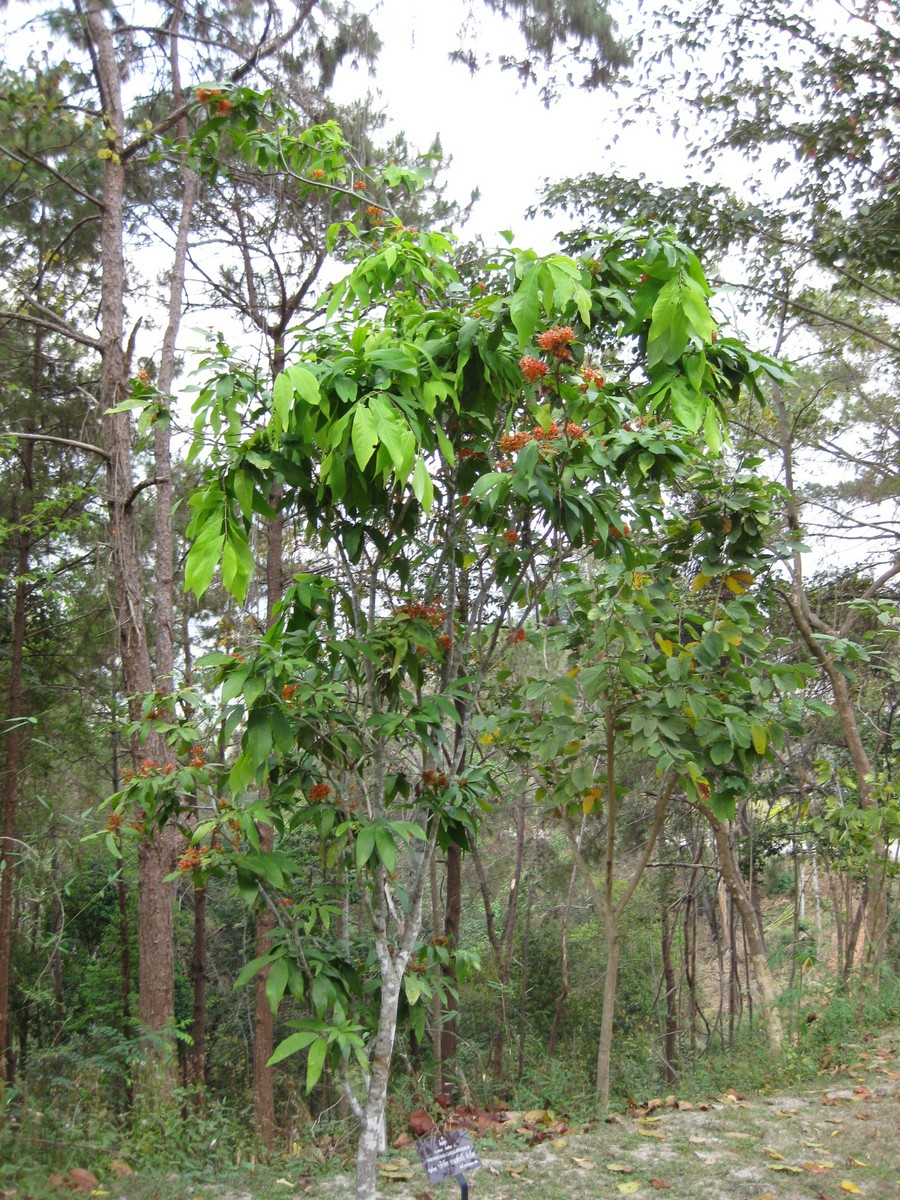
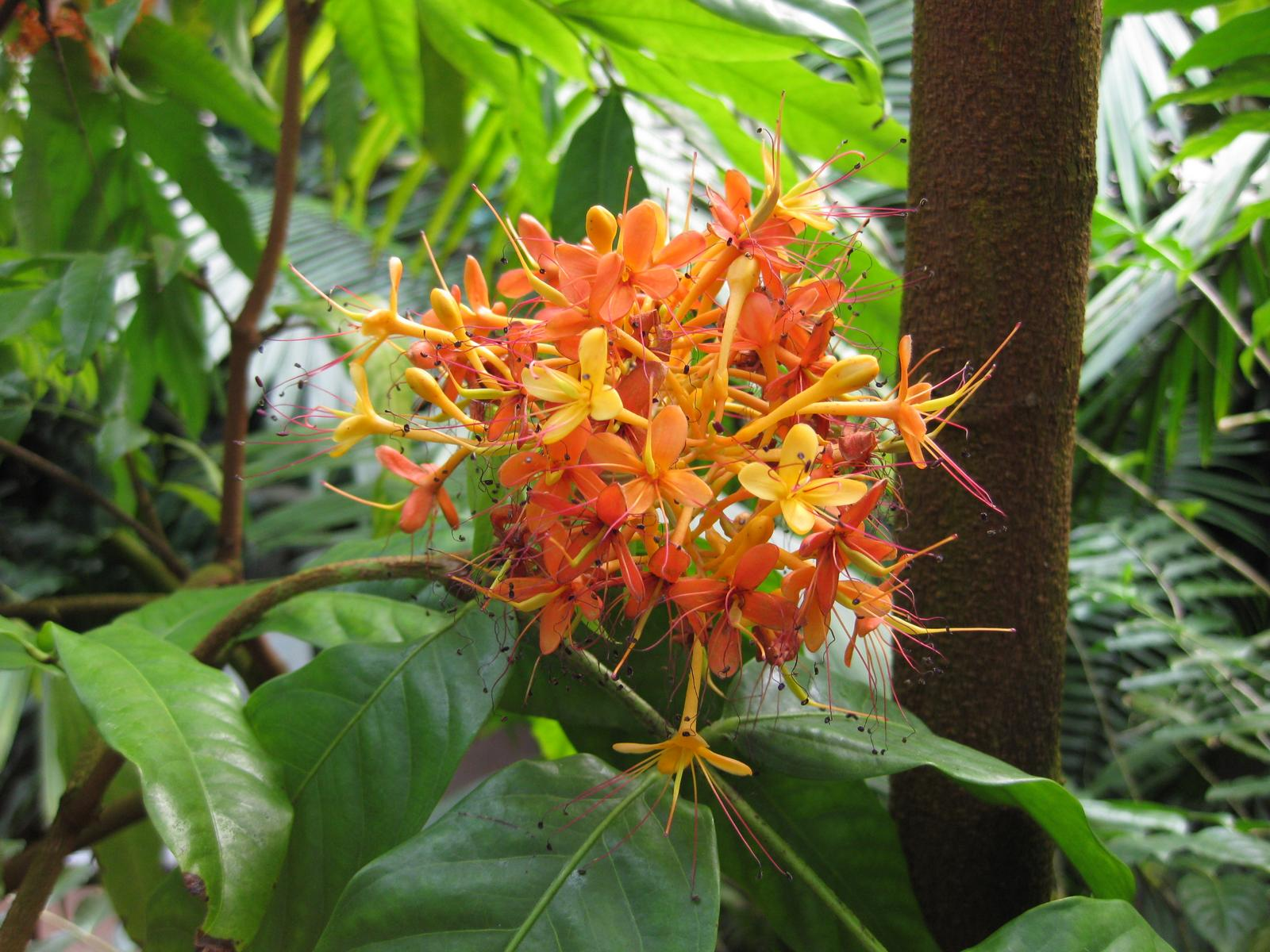
virágai
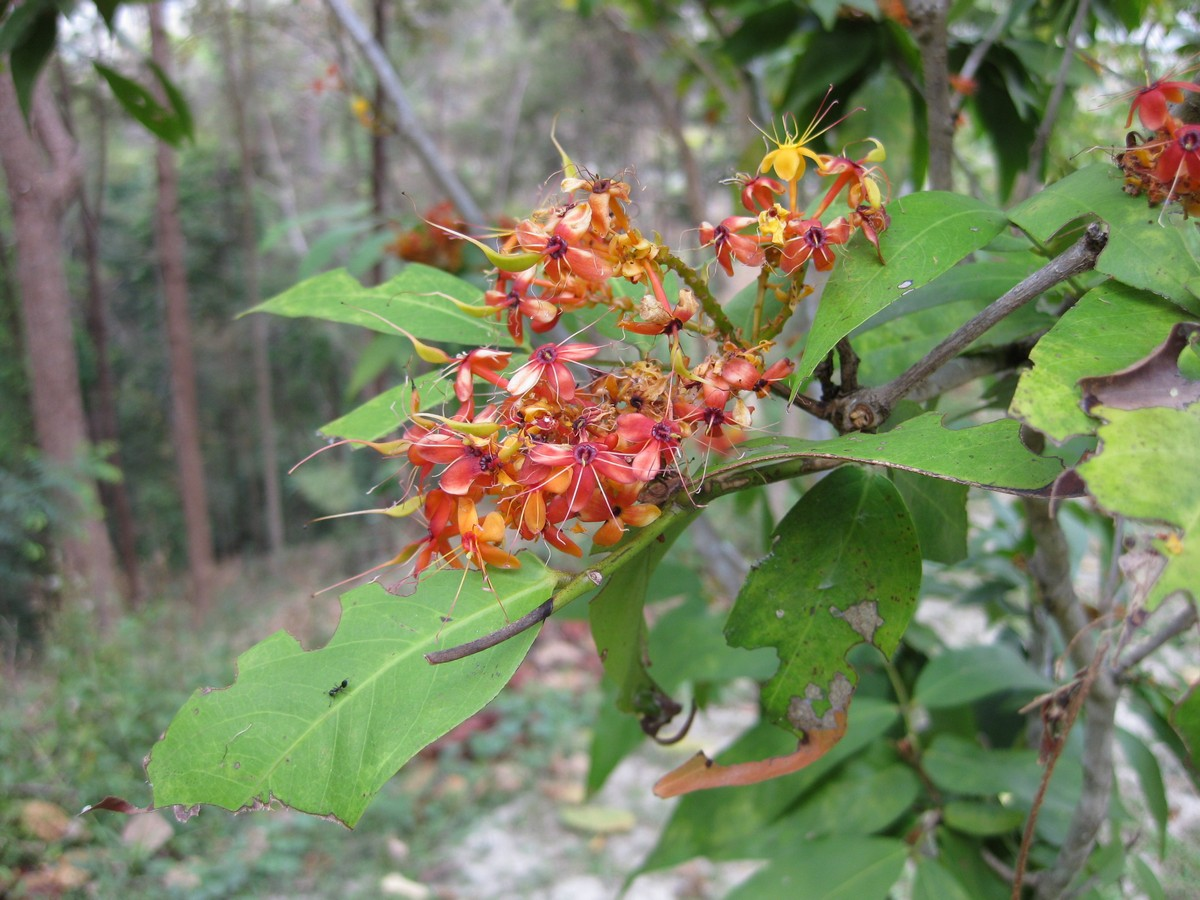